# Гаврилов, Климентий Сергеевич
Климентий Сергеевич Гаврилов (бел. Кліменцій Сяргеевіч Гаўрылаў; род. 9 августа 2002, Минск) — белорусский футболист, полузащитник клуба «Энергетик-БГУ».

## Клубная карьера
Воспитанник школы футбольного клуба «Ислочь». Первый тренер — Виктор Викторович Сокол. С 2019 года начал выступать за дубль команды в первенстве дублёров. 28 июня 2020 года дебютировал в составе главной команды в матче чемпионата Белоруссии против «Городеи». Гаврилов появился на поле на 2-й компенсированной к основному времени матча минуте вместо Олега Патоцкого.
В сентябре 2020 года перешёл в «Энергетик-БГУ». Выступал в дубле команды. В январе 2021 года игрок и клуб расторгли контракт.
1 апреля 2021 года перешёл в «Слоним-2017». Дебютировал за клуб 17 апреля 2021 года против «Орши». Закрепился в основной команде. По итогу сезона 2021 года занял с клубом 12 место.

## Статистика выступлений

### Клубная статистика
| Выступление      | Выступление      | Выступление      | Лига | Лига | Кубки | Кубки | Конт. кубки | Конт. кубки | Итого | Итого |
| Клуб             | Лига             | Сезон            | Игры | Голы | Игры  | Голы  | Игры        | Голы        | Игры  | Голы  |
| ---------------- | ---------------- | ---------------- | ---- | ---- | ----- | ----- | ----------- | ----------- | ----- | ----- |
| Ислочь           | Высшая лига      | 2020             | 2    | 0    | 0     | 0     | 0           | 0           | 2     | 0     |
| Ислочь           | Итого            | Итого            | 2    | 0    | 0     | 0     | 0           | 0           | 2     | 0     |
| Энергетик-БГУ    | Высшая лига      | 2020             | 0    | 0    | 0     | 0     | 0           | 0           | 0     | 0     |
| Энергетик-БГУ    | Итого            | Итого            | 0    | 0    | 0     | 0     | 0           | 0           | 0     | 0     |
| Всего за карьеру | Всего за карьеру | Всего за карьеру | 2    | 0    | 0     | 0     | 0           | 0           | 2     | 0     |